# Molesquí (teixit)

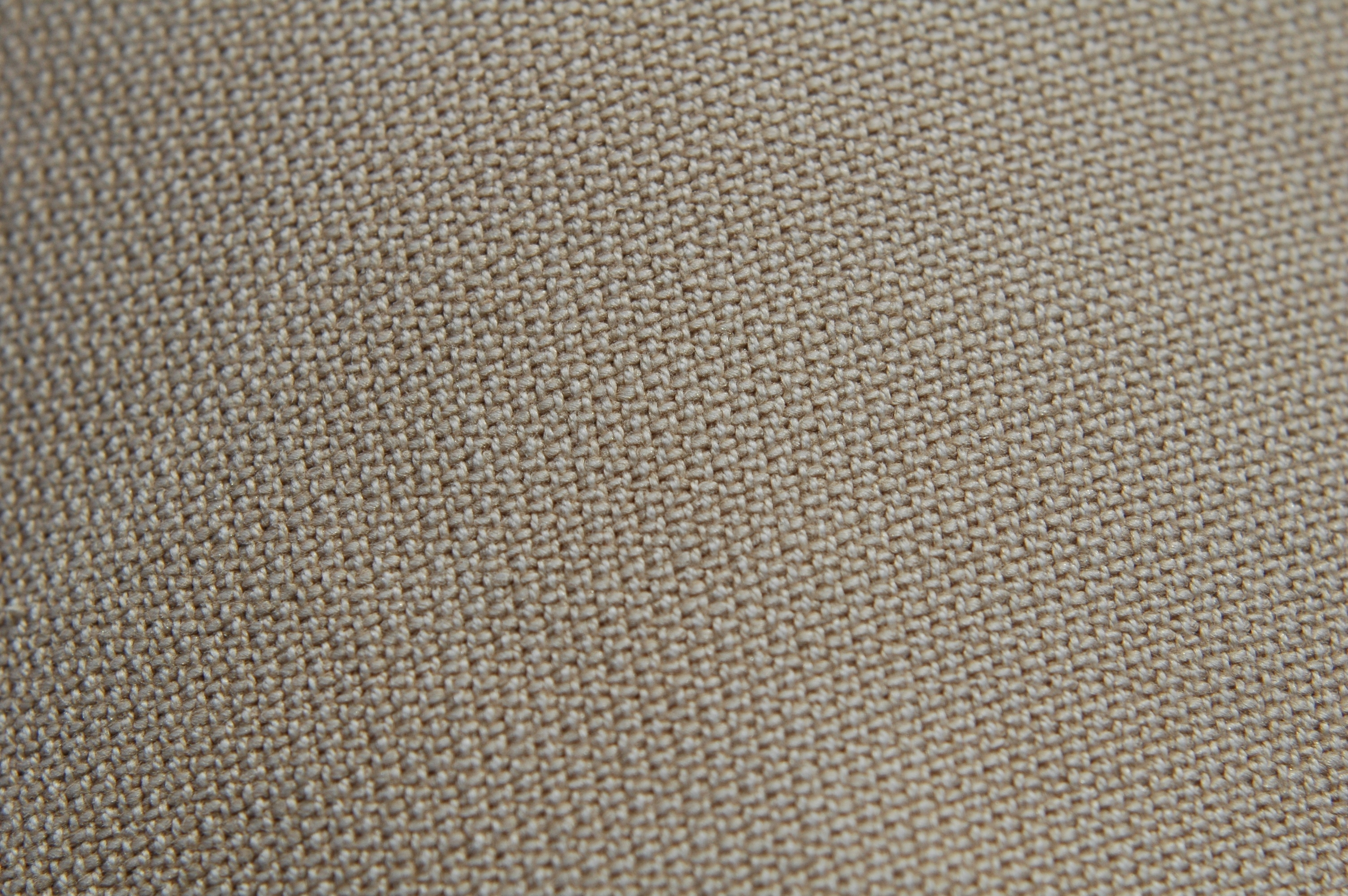
Molesquí

El molesquí o la molesquina (de l'anglès mole skin, "pell de talp") és una tela de cotó teixida estreta, recoberta amb una empesa o adob flexible i un vernís flexible que imita el gra del cuir amb l'aparença de vellut raspat.
Aquest teixit és molt utilitzat a França per a fer roba de treball per raó de la seva soliditat.

## Roba de treballar
El molesquí es presenta sovint com la contrapartida francesa del denim americà, tots dos essent tenyits sovint amb indi i destinats al mateix propòsit. Tanmateix, les peces de molesquí franceses poden existir en altres colors segons el públic per al qual es destinen: blanc per als pintors, negre per als fusters, blau per als treballadors de les fàbriques...

## Altres usos
El teixit també s'utilitza com a folradura per a les butxaques de les jaquetes de caça de cotó encerat.
Aquest teixit també serveix per a cobrir quaderns, anomenades quaderns moleskine, en les quals s'inspira la marca Moleskine.